# Хоквијам (Вашингтон)
Хоквијам (енгл. Hoquiam) град је у америчкој савезној држави Вашингтон. По попису становништва из 2010. у њему је живело 8.726 становника.

## Демографија
Према попису становништва из 2010. у граду је живело 8.726 становника, што је 371 (4,1%) становника мање него 2000. године.
| Група             | 2000.         | 2010.         |
| Белци             | 7.864 (86,4%) | 7.108 (81,5%) |
| Афроамериканци    | 29 (0,3%)     | 74 (0,8%)     |
| Азијати           | 107 (1,2%)    | 98 (1,1%)     |
| Хиспаноамериканци | 523 (5,7%)    | 831 (9,5%)    |
| Укупно            | 9.097         | 8.726         |